# Cantes valientes
Cantes valientes es el cuarto álbum publicado por el músico sevillano de rock Poncho K.
Fue lanzado al mercado en 2007 editado por la multinacional discográfica Sony BMG.

## Lista de canciones
1. Corrientes Demolientes
2. Al Loro
3. Frontera
4. Pescaitos
5. Mentiras De Sal (junto a Evaristo)
6. La Tarde Viajera
7. Carnívoro Cuchillo
8. Mientras Tanto
9. La Cuenca
10. Te Digo Ke No Te Quedes
11. Nana A Un Cocodrilo